# 共産主義博物館
共産主義博物館 (きょうさんしゅぎはくぶつかん、英語: Museum of Communism in Czech Republic、チェコ語: Muzeum komunismu) とはチェコの首都プラハにある共産主義に関する博物館である。

## 概要
2001年12月26日にアメリカ人実業家、グレン・スピッカー(Glenn Spicker)によって開設。現在は、共和国広場の一部に面した白い建物に入居している。冷戦時代のチェコスロバキアの日常生活をはじめ、宇宙科学、オリンピック、秘密警察そして国境警備など内容は非常に多彩である。1968年のプラハの春や1989年のビロード革命についての展示内容も非常に充実している。なお、解説はチェコ語・英語・ドイツ語で表記されている。